# Богодуховский уезд
Богодуховский уезд — административно-территориальная единица Харьковской губернии Российской империи.
Центр уезда Богодухов.

## История
- 1780 год[3] — по указу императрицы Екатерины II от 25 апреля был образован Богодуховский уезд в составе Харьковского наместничества путём преобразования Богодуховского комиссарства.
- 1796 год — по указу императора Павла I от 12 декабря уезд вошёл в состав обновлённой Слободско-Украинской губернии.[3]
- 5 декабря 1835 года — губерния преобразована в Харьковскую.[3]
- С момента основания по 1 сентября (ст.ст.) 1917 года — в составе Российской империи.
- С 1 сентября (ст.ст.) по 25 октября (ст.ст.) 1917 года — в составе Российской республики. Далее началась Гражданская война и многочисленные смены власти.
- С 30 января 1918 по апрель 1918 и с декабря 1918 по 17 февраля 1919 - в составе ДКР.
- C декабря 1922 года в составе Украинской Советской Социалистической Республики Союза Советских Социалистических Республик.
- 7 марта 1923 года в СССР введена система административно-территориального деления (район — округ — губерния — центр); Харьковская губерния была разделена на пять округов: Харьковский (24 района), Богодуховский (12 районов), Изюмский (11 районов), Купянский (12 районов) и Сумский (16 районов). Богодуховский уезд был упразднён. Территория уезда вошла в состав Богодуховского округа и нём был образован первоначально небольшой Богодуховский район Харьковской губернии.[3].

## География
На территории уезда протекают реки: Ворскла, Ворсклица, Мерла и так далее. В уезде преобладают чернозёмные почвы.

## Население
По переписи 1897 года население уезда составляло 159 806 человек, в том числе в городе Богодухов — 11 752 жит., в заштатном городе Краснокутск — 6860 жит.

### Национальный состав
Национальный состав по переписи 1897 года:
- украинцы (малороссы) — 140 909	чел. (88,2 %),
- русские — 15 840 чел. (9,9 %),
- белорусы — 2598 чел. (1,6 %),

| Год  | Численность | Численность |
| ---- | ----------- | ----------- |
| 1860 | 84 228      | [ 5 ]       |
| 1897 | 159 806     | [ 6 ]       |
| 1917 | 227 000     | [ 7 ]       |

## Символика
Герб волости описывается следующими словами: «Терновое дерево с плодами в серебряном поле, означающее великое изобилие оного».

## Административное деление
В 1913 году в уезде было 18 волостей: 
| - Богодуховская — г. Богодухов, - Больше-Писаревская — с. Большая Писаревка, - Вольновская — сл. Вольное, - Козеевская — сл. Козеевка, - Колонтаевская — с. Колонтаев, - Константиновская — с. Константиновка, - Краснокутская — г. Краснокутск, - Лютовская — с. Лютовка, - Мурафовская — с. Мурафа, | - Ново-Рябиновская — с. Новое Рябино, - Пархомовская — с. Пархомовка, - Полково-Никитовская — с. Полково-Никитовка, - Рандовская — с. Рандова, - Рублевская — с. Рублевка, - Сеннянская — с. Сенное, - Тарасовская — с. Тарасовка, - Хрущево-Никитовская — с. Хрущево-Никитовка, - Яблочанская — с. Яблочанка. |